# Hyphessobrycon caru
Hyphessobrycon caru ist ein Salmler aus der Gattung Hyphessobrycon. Er gehört zur Rosy-Tetra-Artengruppe und wurde 2019 erstmals beschrieben. Der Artname caru bezieht sich auf das in der Fundregion befindliche 700 km² große Areal Caru, welches von den indigenen Volksgruppen der Guajá und Guajajara besiedelt wird.

## Merkmale
Die Fische werden bis zu 2,5 cm lang. Sie tragen einen braunen bis schwarzen Fleck an der Rückenflosse. Ein wichtiger Unterschied zu verwandten Salmlern sind wenige, unregelmäßig aber vertikal angeordnete Pigmentzellen in der Schulterregion. Die Männchen haben im Gegensatz zu den Weibchen kleine Knochenhaken an den After- und Beckenflossenstrahlen.
- Flossenformel: Dorsale ii-iii/9-10, Anale iii/22-23, Pectorale 12, Ventrale 8, Caudale 10-11+9-10.[1]

## Verbreitung
Hyphessobrycon caru wurde bisher nur im oberen Einzugsgebiet des Rio Pindaré, einem linken Nebenfluss des Rio Mearim, im Bundesstaat Maranhão im Nordosten von Brasilien nahe der Atlantikküste gefunden.